# ييب مان: معلم الكونغ فو
ييب مان: مُعلم الكونغ فو (بالصينية: 叶问宗师) هو فيلم فنون قتالية صيني من اخراج لي ليمينغ ومن بطولة الممثل دينيس تو، وهو ثالث فيلم يظهر فيه بشخصية المعلم ييب مان، تدور قصة الفيلم عندما كان ييب مان يعمل كضابط شرطة في غوانزوا قبل الثورة الشيوعية الصينية في عام 1949م، تم بث الفيلم رقمياً على يوكو.